# La Roca Grossa de Villafamés
La Roca Grossa, es una enorme roca, de 2163,2 toneladas y un volumen de 832 m³, situada en la calle La Font de Vilafamés, en la comarca de la Plana Alta, presenta una inclinación de 34° sobre el estrato. Se encuentra catalogada como Monumento de interés local según consta en el ANEXO III Bienes de relevancia local comprendidos en el conjunto histórico, del Decreto 80/2005, de 22 de abril, por el que se declara Bien de Interés Cultural el Conjunto Histórico de Vilafamés; con código 12.05.128-0010 de la Generalidad Valenciana.